# Denio
Denio az Amerikai Egyesült Államok északnyugati részén, Nevada állam Humboldt megyéjében, az oregoni államhatár közelében elhelyezkedő statisztikai település. A 2020. évi népszámlálási adatok alapján 34 lakos van.

## Története
Névadója Aaron Denio. Az 1888-ban az Oregon állambeli Harney megyében megnyílt postát 1950-ben Nevadába költöztették. A második világháborút követően az adózást, az alkoholt, a prostitúciót és a szerencsejátékot szabályozó enyhébb miatt több vállalkozás is a nevadai oldalra települt át.

## Oktatás
A Humboldt megyei Tankerület által fenntartott általános iskolának az 1963–64-es tanévben, valamint 2004 decemberében húsz diákja volt. A települési közkönyvtár a Humboldt megyei Könyvtár részeként működik.

## Fordítás
- Ez a szócikk részben vagy egészben  a   Denio, Oregon című angol Wikipédia-szócikk ezen változatának fordításán alapul.  Az eredeti cikk szerkesztőit annak laptörténete sorolja fel. Ez a jelzés csupán a megfogalmazás eredetét és a szerzői jogokat jelzi, nem szolgál a cikkben szereplő információk forrásmegjelöléseként.